# Markt Einersheim
Markt Einersheim település Németországban, azon belül Bajorországban. Lakosainak száma 1245 fő (2023. december 31.).

## Népesség
A település népessége az elmúlt években az alábbi módon változott:
| Lakosok száma | 774  | 1081 | 1047 | 1114 | 1201 | 1194 | 1202 | 1208 | 1217 | 1245 |
|               | 1875 | 1950 | 1975 | 1987 | 2012 | 2014 | 2016 | 2017 | 2021 | 2023 |